# Sclerocroton schmitzii
Sclerocroton schmitzii är en törelväxtart som först beskrevs av Jean Joseph Gustave Léonard, och fick sitt nu gällande namn av Robert C. Kruijt och Roebers. Sclerocroton schmitzii ingår i släktet Sclerocroton och familjen törelväxter. Inga underarter finns listade i Catalogue of Life.